# Silent Emotions
Silent Emotions (auch bekannt als Acoustic & Orchestra) ist ein Kompilationsalbum der estnischen Pop-Rock-Gruppe Vanilla Ninja. Es wurde am 16. November 2005 in Japan veröffentlicht. Es enthält Unplugged- und Classical -Versionen der Vorgängeralben Traces of Sadness (2004) und Blue Tattoo (2005). Außerdem ist dem eine DVD beigelegt. Diese enthält die Musikvideos der drei als Single veröffentlichten Lieder Blue Tattoo, I Know und Cool Vibes.

## Titelliste
1. Just Another Day to Live (Classical-Version) [4:34]
2. Don’t You Realize (Classical-Version) [3:49]
3. My Puzzle of Dreams (Classical-Version) [3:22]
4. Looking for a Hero (Classical-Version) [4:18]
5. Blue Tattoo (Classical-Version) [4:08]
6. Traces of Sadness (Classical-Version) [3:33]
7. Heartless (Classical-Version) [3:54]
8. The Coldest Night (Classical-Version) [3:32]
9. Cool Vibes (Classical-Version) [4:04]
10. Corner of My Mind (Classical-Version) [3:22]
11. Nero (Classical-Version) [3:30]
12. Liar (Unplugged-Version) [3:38]
13. Don’t Go Too Fast (Unplugged-Version) [3:18]
14. I Know (Unplugged-Version) [3:23]
15. Tough Enough (Unplugged-Version) [3:26]
16. Metal Queen (Unplugged-Version) [3:44]

### DVD
Auf der beiliegenden DVD befinden sich die folgenden drei Musikvideos:
1. Blue Tattoo [4:07]
2. I Know [3:25]
3. Cool Vibes [3:33][3]

## Hintergrund
Nachdem Lenna Kuurmaa, Piret Järvis, Katrin Siska und Triinu Kivilaan für die Schweiz beim Eurovision Song Contest 2005 in Kiew angetreten waren, und den achten Platz im Finale belegten, entschloss sich ihr Produzent David Brandes dazu, die Band auch in Japan zu promoten. Somit wurde Silent Emotions veröffentlicht. Brandes schloss mit der Plattenfirma Pony Canyon  einen Vertriebsvertrag zusammen mit seinem Label Bros Music ab. Im deutschsprachigen Raum war sie nur als Import im Internet bestellbar.

## Inhalt
In dieser Kompilation sind ausgewählte Lieder in Classical- und Unplugged-Versionen zu hören. Alle bisherigen Singles befinden sich außerdem auf der Platte. Dies sind die von Bernd Meinunger geschriebenen Lieder Tough Enough, Don’t Go Too Fast, Liar, When the Indians Cry, Blue Tattoo, I Know und Cool Vibes.